# Alue Krak Kayee
Alue Krak Kayee is een bestuurslaag in het regentschap Aceh Utara van de provincie Atjeh, Indonesië. Alue Krak Kayee telt 468 inwoners (volkstelling 2010).